# Вилков, Алексей Яковлевич
Алексей Яковлевич Вилков (20 октября 1920, д. Самодуровка, Тамбовская губерния — 12 апреля 1978, Коломна, Московская область) — советский военнослужащий, участник Великой Отечественной войны, полный кавалер ордена Славы, разведчик-наблюдатель 295-го гвардейского пушечного артиллерийского полка, гвардии старшина.

## Биография
Родился 20 октября 1920 года в селе Самодуровка Елатомского уезда Тамбовской губернии (ныне — Пителинского района Рязанской области). Образование неполное среднее. В 1937 году переехал в город Коломну. Работал на Коломенском тепловозостроительном заводе электромонтером.
В октябре 1940 года был призван в Красную Армию. На фронте в Великую Отечественную войну с июня 1941 года. Служил разведчиком-наблюдателем пушечно-артиллерийского полка в составе частей Центрального, Брянского и 1-го Белорусского фронтов. Хорошо зная немецкий язык, после взятия пленных допрашивал их самостоятельно и пленных в штаб полка сдавал с письменной справкой. Часто выполнял роль переводчика при допросах.
В сентябре 1943 года войска Брянского фронта вышли к реке Сож и, захватив плацдармы на её правом берегу, создали благоприятные условия для дальнейшего наступления на Гомельском направлении. В числе первых участвовал в форсировании реки; переправлялись на подручных средствах под массированным огнём противника. За умелые действия в боевой обстановке награждён медалью «За отвагу». Член ВКП(б) с 1943 года.
В ноябре 1943 года левое крыло Белорусского фронта развивало наступление на Гомельско-Бобруйском направлении. Главный удар был направлен на станцию Речица с последующим выходом в тыл вражеской группировки. Вилков предложил командиру полка провести разведку на этом важном железнодорожном узле. Пользуясь знанием немецкого языка, умея играть на гитаре и петь, под видом бродячего артиста перешёл линию фронта и проник в расположение немецких войск, проводя разведку. Добыв ценные сведения, вернулся в расположение полка.
10 августа 1944 года в боях в районе населенного пункта Парчев гвардии ефрейтор Вилков с двумя товарищами при проведении разведки были неожиданно окружены гитлеровцами. Вилков бросил в сторону врага две гранаты, после чего, отстреливаясь из автоматов, все трое выскочили из вражеского кольца. Вскоре с нового наблюдательного пункта радист передавал координаты целей на позиции своей батареи, корректируя её огонь по точкам противника. В этом бою Вилков истребил 10 противников.
Приказом от 31 августа 1944 года награждён орденом Славы 3-й степени.
12 января 1945 года началась Висло-Одерская наступательная операция, целью которой был разгром немецко-вражеской группы армий «Центр», завершение освобождения Польши и создание благоприятных условий для нанесения решающего удара на Берлин. Наши передовые части с ходу на подручных средствах форсировали реку Вислу, захватили плацдарм и повели бой за его расширение. Среди пехотинцев находились трое артиллеристов: разведчик-наблюдатель Вилков, его командир взвода и радист. Они выслеживали вражеские пулеметы, орудия, минометы и координаты целей передавали на свои огневые позиции. Артиллеристы вели обстрел врага из-за Вислы.
14-15 января 1945 года в боях на левом берегу реки Висла, находясь на переднем крае, ближе всех к противнику, мастерски отыскивая вражеские огневые точки, наносил их на карту, а затем по его координатам вели огонь наши батареи. В районе населенного пункта Сохачев гвардии ефрейтор Вилков, находясь в составе передового НП, выдвинулся вперед, скрытно проник в расположение врага и взорвал дот, уничтожив находившихся там противников. Затем, отыскав радиста, стал передавать на батарею координаты огневой позиции немецких минометов.
В конце января — начале февраля 1945 года на заключительном этапе Висло-Одерской операции войсками 1-го Белорусского фронта был захвачен Кюстринский плацдарм на западном берегу реки Одер. Разведчик Вилков был в составе первой группы бойцов, участвовавших в захвате плацдарма на вражеском берегу. В феврале противник предпринимал многократные попытки ликвидировать этот плацдарм, но все они были отражены.
Приказом от 4 марта 1945 года гвардии ефрейтор Вилков Алексей Яковлевич награждён орденом Славы 2-й степени.
В апреле 1945 года при форсировании реки Шпрее в районе пригорода Берлина Кепинг находился в боевых порядках первых эшелонов наступающей пехоты. 23 апреля, находясь на передовом наблюдательном пункте, обнаружил в одном из домов крупнокалиберный пулемет противника, стрелявший в спину нашей пехоте, и гранатами уничтожил его.
С 23 по 30 апреля 1945 года в уличных боях за город Берлин, находясь впереди в боевых порядках наступающей пехоты, ликвидировал свыше 10 противников, 8 захватил в плен, подавил несколько огневых точек. 29 апреля спас советского офицера, застрелив целившегося в него гитлеровца.
Указом Президиума Верховного Совета СССР от 15 мая 1945 года за исключительное мужество, отвагу и бесстрашие, проявленные в боях с вражескими захватчиками, гвардии сержант Вилков Алексей Яковлевич награждён орденом Славы 1-й степени. Стал полным кавалером ордена Славы.
После войны продолжал службу в армии. В 1946 году демобилизован в звании старшины. Вернулся в г. Коломну. Работал товароведом на Коломзаводе, затем после окончания шоферских курсов — водителем на предприятиях города.
Скончался 12 апреля 1978 года. Похоронен на Старом кладбище города Коломна.
Награждён орденами Отечественной войны 1-й степени, Славы 3-х степеней, медалями.